# Adoubement

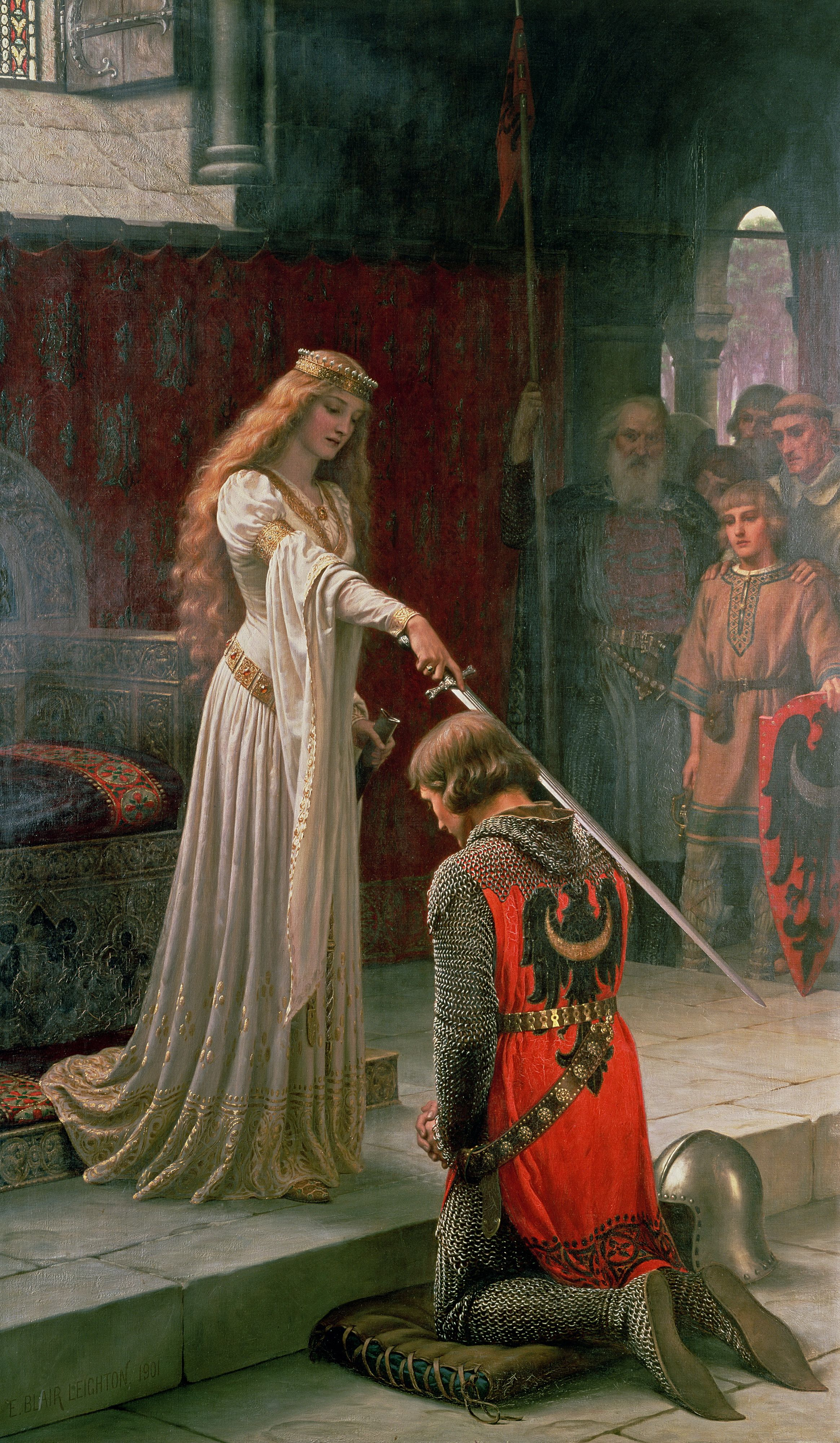
La vestizione, opera di Edmund Blair Leighton

La vestizione o adoubement (oppure addobbamento) era la cerimonia ufficiale con cui nel basso medioevo si ammettevano al cavalierato i nuovi adepti. 

## Storia

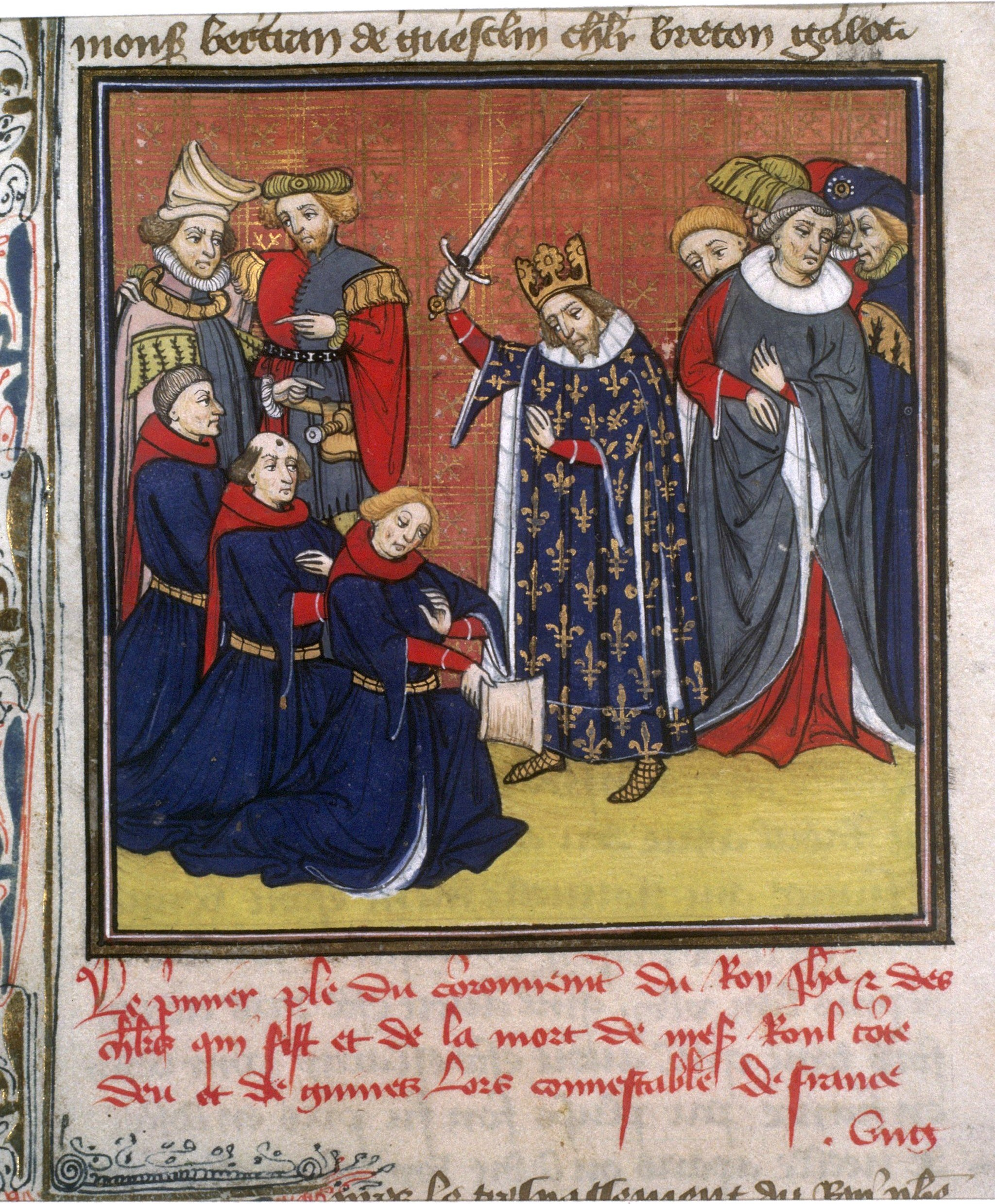
La cerimonia delladoubement nell'illustrazione di un codice manoscritto medievale.

Il termine adoubement deriva dal francone dubban, che significa «colpire» e designava l'usanza da parte del cavaliere anziano di colpire simbolicamente sulla gota o sulla nuca l'iniziato. 
Secondo la definizione assegnata da Tabacco e Merlo, l'addobbamento era la «cerimonia di iniziazione attraverso il cui complesso rituale il novizio è accolto e armato tra i cavalieri». Questa pratica rituale, assieme ai ludi cavallereschi (tornei, cacce e altre forme di divertimento) sono manifestazioni visibili e testimonianze di un nucleo sociale e militare che, già a partire dall'XI secolo (la cavalleria diventa la componente fondamentale degli eserciti), si definisce un forte ruolo nella cultura europea.
Il rituale che portava il postulante - di solito appena uscito dall'adolescenza - al cavalierato implicava diversi atti. Come prima cosa, un cavaliere più anziano consegnava all'adepto le armi più significative del suo futuro stato: in particolare, la spada. Successivamente, il cavaliere più anziano assestava quasi sempre un colpo sulla gota o sulla nuca del postulante col palmo della mano: tale gesto viene citato con dai testi francesi con i termini paumée (palmata) o colée (accollata). Il colpo inflitto al giovane adepto poteva rappresentare una prova di forza o, come sostennero alcuni autori in età più avanzata, un metodo per fissare un ricordo e, pertanto, la promessa da quest'ultimi formulata al fine di ricevere l'onore e l'onere del cavalierato (Ramon Llull si riferisce infatti a tale pratica con il termine "promessa"). A conferma di tale ipotesi, i poemi evidenziano lo sforzo dell'eroe al fine di non piegarsi a tale colpo, l'unico - osserva Ramon Llull - che un cavaliere debba ricevere senza restituirlo. Inoltre, il contatto fisico tra la mano dell'adoubeur ed il corpo dell'adoubé trasmetteva dall'uno all'altro una sorta di influsso, proprio come lo schiaffo dato dal vescovo al chierico da lui consacrato sacerdote. Infine, una manifestazione sportiva concludeva spesso la cerimonia di iniziazione: il nuovo cavaliere saliva a cavallo e correva a trafiggere o abbattere con un colpo di lancia una panoplia fissata su un palo: la "quintana".
La cerimonia dell'adoubement assume una particolare rilevanza sacrale quando il ruolo del cavaliere acquisisce una funzione nel mantenimento della pace nella societas christiana. Le masnade di aristocratici fuorilegge, molto spesso avvezzi a attività banditesche, vengono chiamati a una maggiore sensibilità cristiana e ad assumere un ruolo pacificatore in un contesto in cui la dissoluzione del potere pubblico richiedeva a carico del cavalierato, nelle intenzioni della cultura ecclesiastica, l'affidamento di incarichi di protezione e di conferimento di funzioni di tutela della quiete pubblica. Di qui la divisione della società nei tre ordini in base alla ripartizione simbolica delle funzioni: bellatores (attività esercitata dai cavalieri), oratores e laboratores e la formulazione nel XII secolo da parte della Chiesa di un proprio modello di cavalleria attraverso la costituzione degli ordini di monaci guerrieri (Ordine dei Templari, Ordine degli Ospitalieri, Ordine dei Cavalieri Teutonici).
Ciononostante non venne mai meno l'identità fortemente laica della cavalleria, in cui l'importanza della professionalità e dell'esercizio delle armi rappresentarono il collante in grado di far convergere in un gotha ristretto i vertici dei poteri locali e sovra-locali, nonché gli esponenti di ceti più o meno eminenti della società.